# Konrad Kübler
Konrad Kübler (* 15. Mai 1884 in Landau a.d.Isar; † 30. Oktober 1974 ebenda) war gelernter Buchdrucker und Redakteur, 1918/19 MdL-Bayern, Mitglied im Zentralrat der Münchner Räterepublik, 1945 Mitbegründer der CSU und Vizepräsident des ersten Bayerischen Landtags nach dem Zweiten Weltkrieg.

## Leben und Wirken
Als gelernte Buchdrucker arbeitete Konrad Kübler zunächst in verschiedenen Buchdruckereien in Deutschland und Österreich. Später gründete er eine Druckerei und einen Zeitungsverlag, in der er unter anderem den Niederbayerischen Anzeiger und das Landauer Volksblatt herausgab. Letztere Zeitung war das offizielle Organ des Bayerischen Bauernbundes, dessen Vorstand er angehörte.
1918/19 war Konrad Kübler Mitglied des Bayerischen Landtags und in der Räteregierung Bauernrat und „Volksbeauftragter für Justiz“. Nach der Niederschlagung der Räterepublik wurde er für zwei Monate in Haft genommen, vor dem anschließenden Standgericht jedoch freigesprochen.
In Landau wurde Kübler danach in den Stadtrat gewählt und war außerdem Mitglied des Bezirkstages, der Industrie- und Handelskammer und weiteren wirtschaftlichen, kommunalen und politischen Organisationen. Er gehörte der Eisernen Front an und war Mitglied der Reichsleitung im „Reichsbanner Schwarz-Rot-Gold“. Er stand nach eigenen Worten „in schärfstem Kampf mit der Reaktion und nach Gründung der NSDAP im Kampf gegen die nationalsozialistische Bewegung“. Besonders seine Zeitungen sprachen sich gegen den Nationalsozialismus aus, so folgte 10. März 1933 seine Inhaftierung. Bis 1934 wurde er im KZ Dachau festgehalten. Nach dem Hitler-Attentat vom 20. Juli 1944 wurde Kübler erneut verhaftet, kam erst ins Gestapo-Gefängnis nach Regensburg und anschließend ins KZ Flossenbürg. Nach seiner Entlassung verlor er alle seine Ehrenämter und wurde aus der Berufsorganisation der Journalisten und Verleger ausgeschlossen. Seine Zeitungen wurden vom NS-Gauverlag übernommen und er selbst stand noch längere Zeit unter Polizeiaufsicht.
Konrad Kübler gehörte 1945 zu den Gründern der CSU, wurde am 6. Dezember 1946 in den Landesvorstand gewählt und war Mitglied der Verfassungsgebenden Landesversammlung. Von 1946 bis 1950 war er Mitglied des bayerischen Landtags und deren 2. Vizepräsident. Gleichzeitig war er von 1945 bis 1950 Landrat des Landkreises Landau an der Isar. Als Delegierter des Bayerischen Landtags nahm Kübler 1949 an der ersten Bundesversammlung teil, die Theodor Heuss zum Bundespräsidenten wählte.